# Alexandru Pliușchin
Alexandru Pliușchin (în rusă Александр Плюшкин, n. 13 ianuarie 1987 în Chișinău) este un ciclist moldovean care activează în echipa Leopard Trek. Este campion al Moldovei la cursele de ciclism în 2008, 2010, 2011 și 2012. A reprezentat Moldova la Jocurile olimpice de vară din 2008.